# Rescrito
Rescrito, na Roma Antiga, era uma resposta do imperador às questões propostas por governadores das diversas províncias, juízes, ou outras figuras da administração do estado romano, em relação a dificuldades que reclamavam solução.
Por extensão, rescrito designa presentemente qualquer ordenação do chefe de Estado, em certos países, e ainda as cartas do Papa (bula papal ou breve papal) em favor de certas pessoas ou referindo-se a algo em particular, como questões teológicas, a pedido e não de motu proprio.